# Шараювка
Шараювка (пол. Szarajówka) — село в Польщі, у гміні Лукова Білґорайського повіту Люблінського воєводства. Населення — 26 осіб (2011).

## Історія
За даними етнографічної експедиції 1869—1870 років під керівництвом Павла Чубинського, у селі переважно проживали римо-католики, меншою мірою — греко-католики, які розмовляли українською мовою.
У 1975—1998 роках село належало до Замойського воєводства.

## Демографія
Демографічна структура станом на 31 березня 2011 року:
|          | Загалом | Допрацездатний вік | Працездатний вік | Постпрацездатний вік |
| -------- | ------- | ------------------ | ---------------- | -------------------- |
| Чоловіки | 10      | 1                  | 9                | 0                    |
| Жінки    | 16      | 3                  | 10               | 3                    |
| Разом    | 26      | 4                  | 19               | 3                    |